# كيندرهوك (نيويورك)
كيندرهوك (بالإنجليزية: Kinderhook (village), New York)‏ هي منطقة سكنية تقع في الولايات المتحدة في مقاطعة كولومبيا، نيويورك. يقدر عدد سكانها بـ 1,211 نسمة ومساحتها 4.9 كم2 وترتفع عن سطح البحر 77 متر.

## التركيبة السكانية
حدّد مكتب تعداد الولايات المتحدة بيانات التركيبة السكانية لكيندرهوك في تعداد الولايات المتحدة. في ما يلي، التركيبة السكانية حسب تعدادي 2000 و2010.

### تعداد عام 2000
بلغ عدد سكان كيندرهوك 1,275 نسمة بحسب تعداد عام 2000، وبلغ عدد الأسر 546 أسرة وعدد العائلات 362 عائلة مقيمة في القرية. في حين سجلت الكثافة السكانية 233.9 نسمة لكل كيلومتر مربع (605.8/ميل2). وبلغ عدد الوحدات السكنية 576 وحدة بمتوسط كثافة قدره 105.7 لكل كيلومتر مربع (273.8/ميل2).
وتوزع التركيب العرقي للقرية بنسبة 98.12% من البيض و0.63% من الأمريكيين الأفارقة و0.24% من الأمريكيين الأصليين و0.08% من الأمريكيين ذوي الأصول الآسيوية و0.08% من الأعراق الأخرى و0.86% من عرقين مختلطين أو أكثر و1.41% من الهسبانيون أو اللاتينيون من أي عرق.
بلغ عدد الأسر 546 أسرة كانت نسبة 30.2% منها لديها أطفال تحت سن الثامنة عشر تعيش معهم، وبلغت نسبة الأزواج القاطنين مع بعضهم البعض 56.4% من أصل المجموع الكلي للأسر، ونسبة 6.8% من الأسر كان لديها معيلات من الإناث دون وجود شريك، بينما كانت نسبة 3.1% من الأسر لديها معيلون من الذكور دون وجود شريكة وكانت نسبة 33.7% من غير العائلات. تألفت نسبة 29.9% من أصل جميع الأسر من عدة أفراد يعيشون في نفس المنزل ونسبة 13.2% كانت تتألف من شخص يعيش بمفرده يبلغ من العمر 65 عاماً أو أكثر. وبلغ متوسط حجم الأسرة المعيشية 2.34، أما متوسط حجم العائلات فبلغ 2.91.
بلغ العمر الوسطي للسكان 43.7 عاماً. وكانت نسبة 23.5% من القاطنين تحت سن الثامنة عشر، وكانت نسبة 4.9% بين الثامنة عشر والرابعة والعشرين عاماً، ونسبة 23.7% كانت واقعةً في الفئة العمرية ما بين الخامسة والعشرين والرابعة والأربعين عاماً، ونسبة 29.4% كانت ما بين الخامسة والأربعين والرابعة والستين، ونسبة 18.5% كانت ضمن فئة الخامسة والستين عاماً فما فوق. يوجد لكل 100 أنثى 92.0 ذكر، ويوجد لكل 100 أنثى في الثامنة عشر من عمرها فما فوق 91.9 ذكر.
بلغ متوسط دخل الأسرة في القرية 57,500 دولارًا، أما متوسط دخل العائلة فبلغ 69,115 دولارًا. وكان متوسط دخل الذكور 46,827 دولارًا مقابل 29,545 دولارًا للإناث. وسجل دخل الفرد الخاص بالقرية 29,047 دولارًا. وكانت نسبة 0.3% من العائلات ونسبة 2.3% من السكان تحت خط الفقر، وكان من هؤلاء نسبة 2.5% تحت سن الثامنة عشر ونسبة 2.9% في الخامسة والستين من العمر وما فوق.

### تعداد عام 2010
بلغ عدد سكان كيندرهوك 1,211 نسمة بحسب تعداد عام 2010، وبلغ عدد الأسر 538 أسرة وعدد العائلات 340 عائلة مقيمة في القرية. في حين سجلت الكثافة السكانية 222.2 نسمة لكل كيلومتر مربع (575.5/ميل2). وبلغ عدد الوحدات السكنية 609 وحدة بمتوسط كثافة قدره 111.7 لكل كيلومتر مربع (289.3/ميل2).
وتوزع التركيب العرقي للقرية بنسبة 96.94% من البيض و0.25% من الأمريكيين الأفارقة و0.17% من الأمريكيين الأصليين و0.58% من الأمريكيين ذوي الأصول الآسيوية و0.41% من الأعراق الأخرى و1.65% من عرقين مختلطين أو أكثر و3.80% من الهسبانيون أو اللاتينيون من أي عرق.
بلغ عدد الأسر 538 أسرة كانت نسبة 25.1% منها لديها أطفال تحت سن الثامنة عشر تعيش معهم، وبلغت نسبة الأزواج القاطنين مع بعضهم البعض 53.9% من أصل المجموع الكلي للأسر، ونسبة 7.2% من الأسر كان لديها معيلات من الإناث دون وجود شريك، بينما كانت نسبة 2% من الأسر لديها معيلون من الذكور دون وجود شريكة وكانت نسبة 36.8% من غير العائلات. تألفت نسبة 30.9% من أصل جميع الأسر من عدة أفراد يعيشون في نفس المنزل ونسبة 15.8% كانت تتألف من شخص يعيش بمفرده يبلغ من العمر 65 عاماً أو أكثر. وبلغ متوسط حجم الأسرة المعيشية 2.25، أما متوسط حجم العائلات فبلغ 2.82.
بلغ العمر الوسطي للسكان 50.7 عاماً. وكانت نسبة 18.5% من القاطنين تحت سن الثامنة عشر، وكانت نسبة 5.5% بين الثامنة عشر والرابعة والعشرين عاماً، ونسبة 18.2% كانت واقعةً في الفئة العمرية ما بين الخامسة والعشرين والرابعة والأربعين عاماً، ونسبة 35.7% كانت ما بين الخامسة والأربعين والرابعة والستين، ونسبة 22% كانت ضمن فئة الخامسة والستين عاماً فما فوق. وتوزع التركيب الجنسي للسكان بنسبة 47.2% ذكور و52.8% إناث.

## أعلام
- مارتن فان بيورين